# The Denial
The Denial is een stomme film uit 1925 onder regie van Hobart Henley.

## Verhaal
Dorothy is een jongedame die er naar verlangt te trouwen met Bob. Wanneer haar moeder Mildred dit verbiedt, confronteert Dorothy haar met het feit dat ze misschien anders zou denken als Mildred's moeder háár huwelijk had verboden.

De rest van de film bestaat uit een flashback waarin Mildred terugdenkt aan haar jeugd, toen haar moeder ook haar huwelijk met Lyman verbood. Nadat hij overleed tijdens een slag, bouwde ze een nieuw leven op voordat ze Dorothy kreeg. Hierin kreeg ze een man en een zoon. Haar man pleegde echter zelfmoord en haar zoon ging de criminaliteit in.

## Rolverdeling
| Acteur          | Personage               |
| --------------- | ----------------------- |
| Claire Windsor  | Mildred                 |
| Lucille Ricksen | Dorothy                 |
| Bert Roach      | Arthur                  |
| William Haines  | Lyman                   |
| Emily Fitzroy   | Rena (Mildred's moeder) |